# Parapagurus foraminosus
Parapagurus foraminosus is een tienpotigensoort uit de familie van de Parapaguridae. De wetenschappelijke naam van de soort is voor het eerst geldig gepubliceerd in 1999 door Lemaitre.